# Метилсилан
Метилсилан — органическое соединение, алкилпроизводное моносилана, воспламеняющийся, бесцветный газ с неприятным запахом, нерастворимый в воде, растворимый в спирте и эфире.

## Получение
- Реакцией монохлорсилана с диметилцинком:

{\displaystyle {\mathsf {2SiH_{3}Cl+Zn(CH_{3})_{2}\ {\xrightarrow {}}\ 2CH_{3}{\text{-}}SiH_{3}+ZnCl_{2}}}}
- Восстановлением метилтрихлорсилана алюмогидридом лития:

{\displaystyle {\mathsf {4CH_{3}{\text{-}}SiCl_{3}+3Li[AlH_{4}]\ {\xrightarrow {}}\ 4CH_{3}{\text{-}}SiH_{3}+3LiCl+3AlCl_{3}}}}
- Реакция диспропорционирования метилдиэтоксисилана:

{\displaystyle {\mathsf {3CH_{3}{\text{-}}SiH(OCH_{2}CH_{3})_{2}\ {\xrightarrow {}}\ CH_{3}{\text{-}}SiH_{3}+2CH_{3}{\text{-}}Si(OCH_{2}CH_{3})_{3}}}}

## Физические свойства
Метилсилан — бесцветный газ с неприятным запахом, воспламеняется на воздухе, нерастворимый в воде, растворимый в спирте и эфире.

## Химические свойства
- Термическое разложение метилсилана используют для получения плёнок карбида кремния:

{\displaystyle {\mathsf {CH_{3}{\text{-}}SiH_{3}\ {\xrightarrow {T}}\ CSi+3H_{2}}}}
- Реагирует с галогенами:

{\displaystyle {\mathsf {CH_{3}{\text{-}}SiH_{3}+Cl_{2}\ {\xrightarrow {}}\ CH_{3}{\text{-}}SiH_{2}Cl+HCl}}}

## Применение
- Используется в качестве исходного сырья для газофазного осаждения карбида кремния при изготовлении композиционных материаллов, а также в процессе получения фоторезистов и других полупроводниковых материалов.